# Andhrímnir
Andhrímnir ("[colui che è] esposto alla fuliggine") è un personaggio della mitologia norrena.
Era il cuoco degli Æsir e degli Einherjar. Ogni giorno uccideva il cinghiale Sæhrímnir ("[bestia] di mare fuligginosa" o "gigante del mare"), e lo cucinava nell'Eldhrímnir ("fuligginoso per il fuoco"), il suo calderone con poteri magici. La notte, il cinghiale ritornava in vita per essere ucciso di nuovo il giorno seguente.
Questo è raccontato nel Grímnismál 18:
lætri í Eldhrímne

Sæhrímne soðinn,

fleska bezt;

en þat fáir vito

við hvat einherjar alaz.»
fa in Eldhrímnir

Sæhrímnir bollire,

la carne migliore.

E questo in pochi lo sanno,

di che cosa gli Einherjar si nutrano.»
(Edda poetica - Grímnismál - Il discorso di Grímnir XVIII - Traduzione di Dario Giansanti)
Nel Gylfaginning 38 viene direttamente citato questo passo preceduto da una breve dichiarazione:
(Edda in prosa - Gylfaginning XXXVIII - Traduzione di Stefano Mazza)